# Liste der Pfarren im Dekanat Gmünd-Millstatt
Das Dekanat Gmünd-Millstatt ist ein Dekanat der römisch-katholischen Diözese Gurk.

## Pfarren mit Kirchengebäuden
| Pfarre                           | Patrozinium                    | Kirchengebäude | Bild |
| Altersberg                       | Hl. Luzia                      | Pfarrkirche Altersberg |      |
| Bad Kleinkirchheim               | Hl. Ulrich                     | Pfarrkirche Bad Kleinkirchheim Filialkirche St. Katharina im Bade                                                                       |      |
| Döbriach                         | Hl. Ägidius                    | Pfarrkirche Döbriach |      |
| Gmünd in Kärnten                 | Mariä Himmelfahrt              | Pfarrkirche Gmünd in Kärnten Filialkirche Kreuschlach, Filialkirche Trebesing, Filialkirche Eisentratten, Geteilte Kirche am Kreuzbichl |      |
| Kaning                           | Hl. Johannes der Täufer        | Pfarrkirche Kaning |      |
| Kremsalpe                        | Hl. Andreas                    | Pfarrkirche Kremsalpe |      |
| Kremsbrücke                      | Maria Trost                    | Pfarrkirche Kremsbrücke Filialkirche St. Nikolai                                                                                        |      |
| Leoben                           | Hl. Johannes Nepomuk           | Pfarrkirche Leoben in Kärnten Filialkirche Pleßnitz                                                                                     |      |
| Lieseregg                        | Mariä Himmelfahrt              | Pfarrkirche Lieseregg Filialkirche Lieserhofen                                                                                          |      |
| Malta                            | Maria Hilf Assumptio           | Pfarrkirche Malta Filialkirche Dornbach                                                                                                 |      |
| Millstatt am See                 | Hl. Salvator und Allerheiligen | Stiftskirche Millstatt Filialkirche Kalvarienbergkapelle                                                                                |      |
| Nöring                           | Hl. Erasmus                    | Pfarrkirche Nöring |      |
| Obermillstatt                    | Hl. Johannes der Täufer        | Pfarrkirche Obermillstatt Filialkirche Wallfahrtskirche Maria Schnee Matzelsdorf                                                        |      |
| Radenthein                       | Hl. Nikolaus                   | Pfarrkirche Radenthein |      |
| Seeboden am Millstätter See      | Hl. Herz Jesu                  | Pfarrkirche Seeboden Filialkirche St. Wolfgang, Filialkirche St. Jakob                                                                  |      |
| St. Oswald ob Bad Kleinkirchheim | Hl. Oswald                     | Pfarrkirche St. Oswald ob Bad Kleinkirchheim                                                                                            |      |
| St. Peter im Katschtal           | Hl. Petrus                     | Pfarrkirche St. Peter im Katschtal Filialkirche St. Georgen im Katschtal                                                                |      |
| St. Peter ob Radenthein          | Hl. Petrus                     | Pfarrkirche St. Peter ob Radenthein Filialkirche Feld am See                                                                            |      |
| Treffling                        | Hl. Leonhard                   | Pfarrkirche Treffling Filialkirche Tangern                                                                                              |      |

## Dekanat Gmünd-Millstatt
Das Dekanat umfasst 19 Pfarren.